# Anarawd ap Gruffydd
Anarawd ap Gruffydd (né vers 1106 mort en 1143) prince rebelle de Deheubarth de 1137 à 1143.

## Origine
Anarawd est le fils ainé de Gruffydd ap Rhys Ier né en Irlande, d'une première union avec une épouse inconnue ou d'une liaison il est âgé d'une vingtaine d'années à la mort de son père.

## Règne
Il prend la tête de la rébellion des Gallois du sud contre les Anglo-normands après la mort de son père et se rend célèbre en tuant un nommé Letard considéré comme le « tyran flamand du Dyfed ». L'année suivante Anarawd secondé par son frère cadet Cadell s'allie avec Owain Gwynedd et ses frères et ils concentrent leurs attaques sur les châteaux normands du Dyfed avec l'appui d'une flotte de Vikings venue du royaume de Dublin jusqu'à ce qu'une trêve intervienne.
Anarawd épouse Marguerite, la fille de Cadwaladr le frère d'Owain Gwynedd et en 1138 il est devenu de facto le prince des Gallois du Deheubarth du Dyfed et d'Ystra Tywi lorsqu'en 1143 il est tué traitreusement par les hommes de son beau-père  ce meurtre est à l'origine de l'expulsion de Cadwaladr en Irlande. Anarawd ne laisse qu'un fils Einion qui est tué à son tour par ses propres hommes en 1163

## Sources
- (en) Mike Ashley The Mammoth Book of British Kings & Queens (England, Scotland and Wales), Robinson London (1998), (ISBN 1841190969) « Anarawd ap Gruffyd » p. 339.